# グルタリルCoAデヒドロゲナーゼ
グルタリルCoAデヒドロゲナーゼ(glutaryl-Coenzyme A dehydrogenase)は、グルタリルCoAをクロトニルCoAに変換する酵素である。脂肪酸代謝、リシン分解、トリプトファン代謝に関与する酵素で補因子としてFADを用いる。

## 病理学
この酵素の異常により、神経学的疾患であるグルタル酸尿症1型を発症する。